# Magyar Pszichológiai Társaság

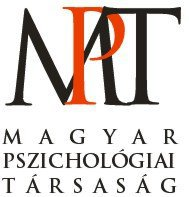
A Magyar Pszichológiai Társaság logója

A Magyar Pszichológiai Társaság 1928-ban alakult.
A Társaság célja a magyar pszichológia tudományos közéletének szervezése, a pszichológiai oktatás, kutatás és gyakorlat fejlesztése, a szakmai tájékozódás elősegítése. Székhely: Budapest.

## A Társaság története
A Magyar Pszichológiai Társaság 1928. február 24-én a Magyar Tudományos Akadémia közgyűlésén mondta ki megalakulását.
Elnöknek Ranschburg Pált, ügyvezető titkárnak pedig Boda Istvánt választották meg.
A Magyar Pszichológiai társaság hivatalos lapját a Magyar Pszichológiai Szemlét Ranschburg Pál elnök és Kornis Gyula társelnök közreműködésével Boda István ügyvezető titkár kezdte el szerkeszteni.

### Alapszabály
A Magyar Pszichológiai Társaság három célkitűzést fogalmazott meg alapszabályában:
1. A Társaság feladatának tekintette az elméleti- és alkalmazott lélektani kutatás összes ágazatának és irányának, valamint más tudományokkal érintkező határterületeinek művelését.
2. Célul tűzte ki, hogy a lélektan magyar művelőit tudományos munkájukban minden rendelkezésre álló eszközzel támogatja, valamint segíti a lélektani kutatások kibontakozását és az egységes magyar lélektani terminológia kialakulását.
3. A Magyar Pszichológiai Társaság ezen kívül fontosnak tartotta – a gyakorlati élet és az általános kultúra szempontjából – a lélektan tudományosan igazolt gyakorlati jelentőségű eredményeinek minél teljesebb alkalmazását a társadalmi- és kulturális élet minden területén, emellett a magyar és külföldi tudományos élet kapcsolatainak elmélyítését és kiszélesítését.

### A célok elérésére szolgáló eszközök
A Magyar Pszichológiai Társaság alapszabályában azokat az eszközöket is felsorolta, amelyekkel célkitűzéseit teljesítheti. A Társaság keretei között szerepelt nyilvános és szakosztályi felolvasó- és vitaestek rendezése, folyóiratbeli- és önálló munkák kiadása, a nemzetközi és tudományos élettel való kapcsolat fenntartása, a nagyközönség lélektani műveltségét fejlesztő ismertető előadások és tanfolyamok szervezése. A Társaság bevételeinek növekedésével pszichológiai szakkönyvtár megalapítását tervezte. Támogatni kívánta továbbá a meglévő kutatóintézeteket és szükség szerint új további intézményeket létesíteni.

### A Társaság felépítése
A Magyar Pszichológiai Társaság tisztikarból, a számvizsgáló bizottságból és választmányból állt.
A Társaságban ötféle tagság létezett:
1. A tiszteletbeli tagokat a közgyűlés választotta és tagságuk élethosszig tartott.
2. Alapító tagok azok lehettek, akik a Társaságot 200 pengővel támogatták, és a közgyűlés megválasztotta őket.
3. Működő taggá úgy válhatott valaki, hogy két választási tag javasolta és a választmány támogatta tagságukat. A működő tagok számát maximum 200 főben korlátozta az alapszabály.
4. A pártfogó tagoknak évi 10 pengő volt a tagsági díja. Választhatók és nem választók voltak.
5. A Társaság külső tagjai csak olyan külföldiek lehettek, akiket a közgyűlés megválasztott. Nekik nem kellett tagdíjat fizetniük.
A Társaság évente legalább egyszer közgyűlést tartott.
1948-ban felszámolták a Magyar Pszichológiai Társaságot, megszűnt tudományos folyóirata a Magyar Pszichológiai Szemle, és ezzel egyidőben számos pszichológiai intézmény bezárásra kényszerült.
Ezt követően közel 10 évig a pszichológiai tudományos- és gyakorlati művelőinek nem volt lehetőség kutatásai és megfigyelései eredményeinek szakmai folyóiratban való közlésére, sőt nem volt olyan szakmai folyóiratuk sem, ahol megvitathatták volna elképzeléseiket.
Az 1950-es évek végén, az 1960-as évek elején gyors ütemben és nagy lélegzetvételű programokkal szerveződött újjá a pszichológiai kutatás és alkalmazási területe.

## Jelenleg (2019)
Társaság vezetőségének tagjai: Az elnök, a főtitkár, főtitkár-helyettes, titkárok (tudományos, szakmai-tájékoztatási, gazdasági, nemzetközi, jogi és érdekképviseleti ügyek titkára), a szekciók elnökei és a tagozatok elnökei. A vezetőségben meghívottként, tanácskozási joggal vesznek részt a Társaság állandó bizottságainak elnökei:
a Magyar Pszichológiai Szemle főszerkesztője,
az Etikai Bizottság elnöke,
a Számvizsgáló Bizottság elnöke,
a Tesztbizottság elnöke,
az Oktatási Bizottság elnöke,
az EUROPSY Bizottság elnöke,
a Magyar Pszichológusok Érdekvédelmi Egyesületének elnöke,
a Kommunikációs Bizottság elnöke,
a Ranschburg Pál Bizottság elnöke,
a Felsőoktatási Bizottság elnöke.
A Társaság szakmai munkáját szekciókban és tagozatokban végzi.
A Társaság havonta hírlevelet ad ki tagjai számára, amelyben az aktuális közéleti híreken kívül álláslehetőségekről, új könyvekről, pályázatokról, továbbképzési lehetőségekről is hírt kaphatnak a tagok.
A Magyar Pszichológiai Társaság folyóirata a Magyar Pszichológiai Szemle (kiadja az Akadémiai Kiadó).
A Társaság 2010 óta évente (korábban kétévente) országos tudományos nagygyűlést szervez, amelynek célja, hogy fórumot teremtsen a szakma hazai művelői számára tudományos eredményeik, tapasztalataik bemutatására, vélemény- és tapasztalatcserére.
A Társaság szakmai elismerését kétféle díjjal fejezi ki: Ranschburg-Emlékérem és Társasági Emlékérem.
A Társaság tagjainak létszáma jelenleg 1535 fő. A tagok között a szűkebb szakma képviselőin túl szép számmal megtalálhatók a határterületek képviselői (pszichiátria, szociológia, pedagógia) illetve a pszichológus pályára készülő egyetemi hallgatók.

### Belépés a Társaságba

#### Jelentkezési feltételek
A Társaság tagjai lehetnek: alapító tagok, rendes tagok, tiszteletbeli tagok, pártoló tagok.
Alapító tagok, akik a Társaság alapításában (1928) vagy újjászervezésében (1962) vettek részt.
Rendes tag lehet az a magyar vagy külföldi természetes személy, aki kötelezi magát a Társaság alapszabályának megtartására, (a) és belépési kérelmét követően a Társaság felveszi tagjai sorába, (b) pszichológus diplomával rendelkezik vagy egyetemi doktori, PhD, kandidátusi vagy akadémiai doktori címet szerzett a pszichológia területén, ill. valamely határtudomány olyan szakembere, aki pszichológiával rendszeresen foglalkozik. Ugyancsak rendes tagként kérhetik felvételüket az akkreditált tudományegyetemek pszichológia szakos egyetemi hallgatói. A felvételi kérelemben jelezni kell, hogy a jelentkező mely szekcióhoz, illetve tagozathoz kíván csatlakozni. A jelentkezéshez az MPT két tagjának ajánló aláírását kell mellékelni. Az ajánlók egyike annak a szekciónak illetve tagozatnak a tagja kell hogy legyen, amelyikbe a jelentkező a felvételét kéri.
A felvételről a szekciók, illetve tagozatok javaslata alapján a Vezetőség határoz. A Vezetőség határozata ellen a Küldöttgyűléshez lehet fellebbezni.
Tiszteletbeli tag lehet az a hazai vagy külföldi szakember, aki a pszichológia területén különösen értékes munkásságot fejt ki, illetve értékes segítséget nyújt a pszichológia fejlődéséhez. Tiszteletbeli tagságra a szekciók és tagozatok tehetnek javaslatot.
Pártoló tagja lehet a Társaságnak valamely határtudomány olyan szakembere, aki pszichológiával rendszeresen foglalkozik. Pártoló tag lehet a nem pszichológus hallgató is. Ugyancsak pártoló tag lehet az a természetes és jogi személy, valamint jogi személyiséggel nem rendelkező gazdasági társaság, amely anyagilag támogatni kívánja a Társaságot, és erre kötelezettséget vállal. A pártoló tagságról a Vezetőség dönt.

#### A tagok jogai és kötelezettségei
Az alapító és rendes tagok részt vehetnek a Társaság rendezvényein, szavazásra jogosultak, tisztségviselőt választhatnak és annak választhatók, megkapják a Társaság Hírlevelét, tagkártyáját, részesülhetnek a Társaság támogatásaiban. Három szekció, illetve tagozat munkájában is részt vehetnek és választhatnak, azonban csak egy szekcióban és egy tagozatban választhatók. Hallgatói tagsági státussal rendelkező tag nem választható szekció, bizottság vagy tagozat elnökének, kivéve az Ifjúsági Tagozatot.
A pártoló tag képviselője és a tiszteletbeli tagok a Társaság bármely nyilvános rendezvényén részt vehetnek, megkapják a Társaság Hírlevelét. Több szekció és tagozat munkájában részt vehetnek; észrevételeket, javaslatokat tehetnek a Társaság működésére vonatkozóan. Szavazati joggal nem rendelkeznek. 
A Társaság alapító és rendes tagjai tagdíjat, támogató pártoló tagjai a vállalt vagyoni hozzájárulást kötelesek fizetni a Társaságnak. A tagdíjat a Küldöttgyűlés állapítja meg. A pszichológia szakon BA vagy MA képzésben részesülő egyetemi hallgató tagok, a társtudományi pártoló tagok, GYES-en, illetve GYED-en lévő tagok és nyugdíjasok a rendes tagok tagdíjának 50%-át fizetik. A tagdíjfizetés határideje minden évben március 31.
A tagság megszűnik: tag kilépése, tagsági jogviszony Társaság általi felmondása, tag kizárása, tag halála / jogutód nélküli megszűnése, Társaság jogutód nélküli megszűnése esetén.
Kilépett az a tag, aki erről a szándékáról értesíti a vezetőséget. A tagság megszűnésének időpontja a tag által tett bejelentés beérkezésének napja.
Előzetes értesítés után egy éves türelmi határidővel felmondással megszüntetésre kerül a tagsága annak, aki tagdíjhátralékát a hátralék képződését követő egy naptári éven belül nem rendezi, mivel a tagdíjfizetés is a tagság feltétele. Ha tagdíjhátralékát az értesítést követően befizeti, úgy tagsága folyamatosnak tekinthető. Ennél hosszabb szünet után új belépéssel lehet a Társaság tagja. Az egy + egy éves határidő letelte után a felmondásról a Küldöttgyűlés határoz, majd erről írásban értesíti az érintett tagot. Akinek a tagsága tagdíjhátralék miatt szűnik meg, a Társaságba csak a hátralékos tagdíj rendezését követően léphet be újra.
Ki kell zárni azt a tagot, akinek magatartása súlyosan vagy ismételten sérti a Társaság Alapszabályát, jogszabályt vagy a küldöttgyűlés határozatát. Bármely tag, bizottság, szekció vagy tagozat jelzése alapján a taggal szemben kizárás iránti eljárásban az időleges vagy végleges kizárásról a Társaság Küldöttgyűlése által kijelölt Fegyelmi Bizottság, illetve az Etikai Bizottság javaslata alapján a Küldöttgyűlés dönt. 
Jelentkezési lap a Magyar Pszichológiai Társaság oldaláról letölthető: www.mpt.hu

## Tisztségviselők

### Elnökök
- Ranschburg Pál (1928–1940)
- Benedek László (1931–1933), (1934–1936), (1937–1939)
- Várkonyi Hildebrand Dezső (1940–1942, 1943–1945)
- Gegesi Kiss Pál (1962–1972)
- Kardos Lajos (1972–1975)
- Moussong-Kovács Erzsébet (1975–1980)
- Bartha Lajos (1980–1985, 1985–1990)
- Czigler István (1990–1995)
- Bányai Éva (1996–2000)
- Ritoókné Ádám Magda (2000–2004, 2004–2008)
- Oláh Attila (2008–2016)
- Kiss Enikő Csilla (2016-)

### Társelnökök
- 1928-1931
- Fináczy Ernő, Gombocz Zoltán, Hornyánszky Gyula, Nagy László, Oláh Gusztáv, Pauler Ákos, Schütz Antal
- 1931-1933
- Fináczy Ernő, Gombocz Zoltán, Hornyánszky Gyula, Kornis Gyula, Oláh Gusztáv, Pauler Ákos, Schütz Antal
- 1934-1936
- Gombocz Zoltán, Huzella Tivadar, Kornis Gyula, Oláh Gusztáv, Schütz Antal, Várkonyi Hildebrand Dezső, Weszely Ödön
- 1940-1942
- Szabó Zoltán, Miskolczy Dezső, Prohászka Lajos
- 1943-1945
- Máday István, Mitrovics Gyula, Németh Péter

## Tisztségviselők (2019)
- Elnök: Kiss Enikő Csilla
- Főtitkár: Dúll Andrea
- Főtitkárhelyettes: Lippai Edit
- Gazdasági titkár: Nagybányai Nagy Olivér
- Tudományos titkár: Hargitai Rita
- Nemzetközi titkár: Fülöp Márta
- Jogi és érdekképviseleti ügyek titkára: Grád András
- Szakmai-tájékoztatási titkár: Gábor Edina

### Szekciók (2019)
|                                                            | Elnök                     | Titkár                                                     |
| Affektív és Kognitív Pszichológia Szekció                  | Veres-Székely Anna        | Kótyuk Eszter                                              |
| Coaching Pszichológiai Szekció                             | Székely Vince             | Gábor Edina                                                |
| Egészségpszichológiai Szekció                              | Pigniczkiné Rigó Adrien   | Reinhardt Melinda                                          |
| Fejlődéslélektani Szekció                                  | Boronkai Judit            | Egyed Kata                                                 |
| Gyógypedagógiai Pszichológiai Szekció                      | Prónay Beáta              | Mlinkó Renáta                                              |
| Óvoda- és Iskolapszichológiai Szekció                      | Szabó Éva Zsuzsanna       | Tamás Márta                                                |
| Katasztrófapszichológiai Szekció                           | V. Komlósi Annamária      |                                                            |
| Kifejezéspszichológiai Szekció                             | Vass Zoltán               | Rozgonyi Ivett                                             |
| Klinikai Pszichológiai Szekció                             | Császár-Nagy Noémi Andrea | Kiri Edit Anna                                             |
| Klinikai Gyermekpszichológiai Szekció                      | Hámori Eszter             | Csabai Krisztina                                           |
| Környezetpszichológiai Szekció                             | Lippai Edit               | Frankó Luca                                                |
| Közlekedéspszichológiai Szekció                            | Zerkovitz András Dávid    | Gellért Csilla                                             |
| Kriminálpszichológiai és Igazságügyi Pszichológiai Szekció | Mityók Csaba              | Varju Nóra                                                 |
| LMBTQ Szekció                                              | Németh Ádám               | Joó Mária Nóra                                             |
| Munka- és Szervezetpszichológiai Szekció                   | Németh Gergely            | Szögi Zoltán                                               |
| Neuropszichológiai Szekció                                 | Demeter Gyula             | Mészáros Andrea                                            |
| Nevelési Tanácsadás és Szakértés Szekció                   | Szakács Katalin           | Szvatkó Anna                                               |
| Pozitív Pszichológiai Szekció                              | Martos Tamás              |                                                            |
| Pszichológiatörténeti Szekció                              | Lányi Gusztáv             |                                                            |
| Sportpszichológiai Szekció                                 | Lénárt Ágota              |                                                            |
| Szexuálpszichológiai Szekció                               | Hevesi Krisztina          |                                                            |
| Szociálpszichológiai Szekció                               | Kiss Paszkál              |                                                            |
| Tanácsadás Pszichológiai Szekció                           | Kissné Viszket Mónika     | Bogár Zsuzsa, Mogyorósy-Révész Zsuzsanna (elnökségi tagok) |
| Valláspszichológiai Szekció                                | Kézdy Anikó               | Urbán Szabolcs                                             |

### Tagozatok (2019)
|                             | Elnök                | Titkár        |
| Dél-Dunántúli Tagozat       | Járai Róbert         | Czibor Andrea |
| Dél-magyarországi Tagozat   | Szabó Éva Zsuzsanna  | Tápai Dorina  |
| Erdélyi Tagozat             | Dósa Zoltán          |               |
| Hon- és Rendvédelmi Tagozat |                      |               |
| Ifjúsági Tagozat            | Matavovszky Dominika | Szendefi Dóra |
| Kelet-magyarországi Tagozat | Polonyi Tünde        |               |
| Nemzetközi Tagozat          | Kasos Krisztián      |               |

### Bizottságok (2019)
|                            | Elnök                      | Egyéb tisztség                 |
| Etikai Bizottság           | Szimethné Galaczi Judit    | társelnök: Szabó Mónika        |
| EUROPSY Bizottság          | Költő András               |                                |
| Felsőoktatási Bizottság    | Péley Bernadette           |                                |
| Kommunikációs Bizottság    | Csurgai Dorottya           |                                |
| Magyar Pszichológia Szemle | Fülöp Márta (főszerkesztő) |                                |
| Oktatási Bizottság         | Hoyer Mária                |                                |
| Ranschburg Bizottság       | Szokolszky Ágnes           |                                |
| Számvizsgáló Bizottság     | Berkics Mihály             | tag: Jakab Márta, Kádi Anna    |
| Tesztbizottság             | Nagy János                 | titkár: Nagybányai-Nagy Olivér |

## Elérhetőségek
- Magyar Pszichológiai Társaság
- 1064 Budapest, Izabella u. 46.
- Postacím: 1241 Budapest, Pf. 50
- Tel.: (+36) 1 461 4521

## Tagjai 1928-tól napjainkig
| - Baranyai Erzsébet - Bárczi Gusztáv - Barkóczi Ilona elnökségi tag 1980 körül - Bartók György - Bereczkei Tamás - Boda István - Bognár Cecil Pál - Boross Ottilia - Csabai Márta - Csépe Valéria - Csíkszentmihályi Mihály tiszteletbeli tag (2009–) - Duró Lajos - Dúll Andrea - Erős Ferenc - Faragó Klára szekcióvezető (1990–2000) - Fülöp Márta elnökségi tag (2000–2002) | - Huszák István - Imre Sándor (választmányi tag) - Kalmár Magda szekcióvezető, elnökségi tag - Kiss Tihamér László - Klein Sándor - Krajcsi Attila - Keményné Gyimes Erzsébet - Kende Anna - Kolosváry Bálint - Kósáné Ormai Vera szekciótitkár, majd vezető (1969-1994) - Lénárd Ferenc - Mérei Ferenc - Mohás Lívia - Molnár Márk - Molnár Tamás - Németh Dezső - Oláh Attila - Pléh Csaba | - Racsmány Mihály - Rácz József - Ranschburg Pál - Rókusfalvy Pál - Simon-Székely Attila pszichológus 1959-ben - Somogyi József - Szabó Éva Zsuzsanna - Szenes Márta - Szokolszky Ágnes - Tisljár Roland - Vajda Zsuzsanna (pszichológus) - Varga Katalin (2002-04: tudományos titkár) - Vargha András - Vass Zoltán - Várkonyi Hildebrand Dezső - Wéber Cecília - Zakar András |